# Пожарево (Софійська область)
Пожаре́во (болг. Пожарево) — село в Софійській області Болгарії. Входить до складу общини Божуриште.

## Населення
За даними перепису населення 2011 року у селі проживали 303 особи, з них 284 особи (99,3%) — болгари.
Розподіл населення за віком у 2011 році:
Динаміка населення: